# Eutelia
Eutelia S.p.A. in A.S. (in precedenza Skypho) è stato un operatore telefonico di Arezzo con reti proprie che si poneva sul mercato italiano come il 5º operatore di telecomunicazioni, per infrastrutture e servizi. A seguito della conclusione della procedura fallimentare, il ramo TLC è stato ceduto a Clouditalia Telecomunicazioni.

## Storia
Il nome Eutelia viene impiegato per la prima volta dal 1º gennaio 2004 inizialmente come marchio per la commercializzazione di prodotti e servizi di telecomunicazione offerti dalla società aretina Plug It (azienda fondata nel 1998 da Samuele Landi).
Nel 2003, fatturava circa 300 milioni di euro l'anno.
Nell'agosto 2003 Plug It acquista con un'operazione da 137 milioni di euro EdisonTel S.p.A., società nata nell'aprile 2000 come controllata di Edison per offrire servizi voce, servizi internet e trasmissione dati, utilizzando tecnologie sia di rete fissa che mobile, portando con sé una dote di 5.500 chilometri di infrastruttura di rete in fibra ottica, che si sommano ai 1.500 di Plug It.
L'assieme delle due aziende porta il fatturato di gruppo a 600 milioni di euro circa.
Il 2 marzo 2004 Plug It ed EdisonTel sono fuse in un'unica entità societaria, dando vita ad Eutelia S.p.A.
Per PlugIt, l'acquisizione e la successiva fusione con Edisontel significano strutturare ulteriormente la propria presenza nel mercato italiano delle TLC dove ha operato soprattutto sul fronte dei servizi cosiddetti "a valore aggiunto".
Nata nel 1998 per offrire accessi Internet, Plug.it si è successivamente sviluppata in un segmento molto particolare di mercato, quello della connettività telefonica per i centri che erogano servizi telefonici Premium, ovvero servizi a pagamento professionali (come quello per l'accesso alle banche dati del Sole 24 Ore) o rivolti al mercato consumer (come i servizi per adulti, gli oroscopi, i servizi meteo, e gli altri simili). In questo mercato, Plug.it è cresciuta fino a fatturare 217 milioni di euro e un utile di 6,7 milioni nel 2002.
Nel 2004 sia Plug it che EdisonTel sono state sanzionate dall'AGCOM per violazione della delibera 09/02/CIR dell'Autorità che regola le connessioni ad Internet verso numeri a pagamento 709.
La prima ha ricevuto una multa di 3 milioni di euro, la seconda di 250.000 euro.
Nel 2005 Eutelia acquisisce la società Nts già quotata alla Borsa di Milano ed attraverso un "reverse merge" la società Eutelia risulta inserita nel listino della Borsa di Milano.
Nel 2006 Eutelia acquisisce prima Getronics Italia e subito dopo Bull Italia (la prima al prezzo simbolico di 1 euro) e dai 450 dipendenti che aveva si trova con ulteriori 1850 dipendenti; ad ottobre 2007 venne nominato amministratore delegato, Felice Marano. Dopo pochi mesi Marano rassegnò le dimissioni e ad aprile 2008 Leonardo Pizzichi venne nominato presidente con piene deleghe operative. Samuele Landi restò nel Cda come consigliere senza deleghe solo fino al 13 novembre 2009.
Nel 2008 Eutelia realizza una perdita di 178,5 milioni, a fronte del "rosso" di 41,3 milioni del 2007.
Nell'aprile 2009 Eutelia comunica la cassa integrazione da luglio per 2000 lavoratori.
La società aveva già annunciato a gennaio l'uscita dal comparto dell'It ed i sindacati avevano preannunciato 2 000 licenziamenti.
Il 7 gennaio 2009, infatti, il Cda di Eutelia, presieduto da Angiolo Landi, esponente della famiglia principale azionista della società (27% del capitale) decide la cessione del ramo dell'information technology del gruppo. Tra le ragioni principali il fatto che l'esercizio 2008 registrava un rosso di 178 milioni di euro rispetto alla perdita di 41 milioni del 2007. Di conseguenza il 15 giugno 2009 i lavoratori del ramo IT di eutelia si ritrovano prima trasferiti alla Agile srl, controllata della stessa Eutelia e, subito passati con l'intera Agile al gruppo Omega, con una plusvalenza di 17,9 milioni. La cessione non convince i revisori della PricewaterhouseCoopers che il 28 agosto 2009 bocciano la semestrale di Eutelia e non certificano il bilancio 2008.
Nel novembre 2009 il sottosegretario alla presidenza del Consiglio Gianni Letta dopo aver ricevuto una delegazione a Palazzo Chigi fissa per il 27 novembre un incontro con azienda, sindacati e dipendenti per cercare di risolvere la crisi. A seguito di una giornata convulsa e con via del Corso assediata e illuminata a giorno dalle fiaccole di centinaia di lavoratori, il governo chiede alla società di pagare quanto dovuto ai dipendenti entro il termine del 5 dicembre senza alcun distinguo e di interrompere le procedure di mobilità.
In seguito al ricorso del Pubblico Ministero, il 1º giugno 2010 il Tribunale di Arezzo ha dichiarato lo stato di insolvenza di Eutelia basando il commissariamento su una verifica fiscale (pur non accertata definitivamente e alla quale hanno fatto ricorso anche i Commissari attualmente in carica) nominando quali Commissari giudiziali Daniela Saitta, Francesca Pace e Gianluca Vidal. A seguito dello stato di insolvenza, le azioni di Eutelia sono sospese a tempo indeterminato.
Nel maggio 2010 i vertici societari di Eutelia sono stati accusati di aver drenato dalla compagnia 33 milioni di euro (più 3 milioni di sterline), dirottati in Svizzera tramite false fatturazioni. Inoltre sono imputati di non aver contabilizzato la cessione del ramo d'azienda relativo ai numeri telefonici a valore aggiunto, alla società Voiceplus S.r.l., per un valore di 62 milioni di euro, valore calcolato dalla Guardia di Finanza.
Con l'accusa di bancarotta fraudolenta, otto ex manager di Agile-Eutelia e Omega sono stati raggiunti il 9 luglio da altrettanti mandati d'arresto nell'ambito dell'operazione coordinata della procura di Roma e condotta in tutta Italia dalla Guardia di Finanza. Come riporta La Nazione del 10 luglio 2010 in un articolo a firma di Salvatore Mannino, "avrebbero distratto 11 milioni e 700mila euro più altri crediti della società per un valore pari a 5 milioni e 529 000 euro ed avrebbero concorso a cagionare il dissesto della società con una pluralità di operazioni dolose tra loro coordinate e teleologicamente orientate alla spoliazione di Agile."
Il 17 febbraio 2011 il Gup del Tribunale di Roma ha accolto il patteggiamento presentato dal Pubblico Ministero e dagli avvocati degli imputati, e ha emesso quattro condanne, tutte con i benefici della sospensione della pena:
- Leonardo Pizzichi: condannato a un anno e tre mesi;
- Pio Piccini: condannato a un anno e otto mesi;
- Marco Fenu: condannato a un anno e sette mesi;
- Salvatore Cammalleri: condannato a un anno e sette mesi.

Il 29 marzo il Gup Annamaria Loprete del Tribunale di Arezzo ha disposto il rinvio a giudizio di Samuele Landi per bancarotta fraudolenta.
Il PM ha accolto il patteggiamento della pena per gli altri imputati: Landi Raimondo, Landi Sauro e Landi Alessandro.
Samuele Landi è l'unico dei vari manager coinvolti che non ha voluto beneficiare del patteggiamento in quanto si dichiara innocente ed estraneo ad ogni addebito contestatogli.
Il 10 maggio 2011, 150 lavoratori di Eutelia, preoccupati dalla situazione di incertezza sulle sorti dell'azienda, scrivono al Presidente della Repubblica Giorgio Napolitano, al Presidente del Consiglio Silvio Berlusconi e alle altre più importanti cariche dello Stato.
L'11 maggio 2012 il Tribunale del Lavoro di Roma accerta e dichiara la nullità della cessione dei contratti di lavoro di 6 lavoratori del 15 giugno 2009 da Eutelia ad Agile. Il sindacato decida di non fare nulla affinché i lavoratori passati in Agile tornino in Eutelia.
Il 12 luglio 2013 Il Tribunale di Roma ha emesso la condanna a carico dei responsabili del fallimento Agile/Eutelia. I giudici della quarta sezione penale del tribunale di Roma hanno inflitto 9 anni di reclusione ad Antonangelo Liori, già direttore de l'Unione Sarda ed ex dominus di Omega, 8 anni a Claudio Marcello Massa, ex amministratore di fatto di Agile e poi di Omega, e 6 anni a Isacco Landi, ex consigliere di amministrazione di Eutelia.
Nel dicembre 2014, in primo grado di giudizio, Samuele Landi (considerato da tutti la mente di Eutelia) è stato condannato a sei anni di reclusione e ad un risarcimento in sede civile di diecimila euro per ciascuna delle 770 parti civili costituite, per un totale di 7,7 milioni di euro (fonte La Nazione - Arezzo).
Il 20 aprile 2015 arrivano anche le condanne in primo grado di nove anni per Samuele Landi, 5 sia ad Angiolo che a Isacco Landi, tre anni e quattro mesi a Sauro Landi, figlio di Raimondo.
Il 1º  dicembre 2016 nel processo Eutelia/Agile c/o la corte di appello di Roma viene assolto per non aver commesso il fatto Isacco Landi che il 12 luglio 2013 prima era stato condannato per bancarotta fraudolenta a 6 anni.

### L'acquisto da parte di Piero della Francesca e di TBS
Nel gennaio 2012 il Ramo d'Azienda TLC viene rilevato per 15 milioni di euro da Piero della Francesca, società composta dal fondo di private equity Hirsch Ilp III (90%) e da Cloud Italia (10%), che ha già riassunto 250 dei 359 dipendenti in cassa integrazione.
Il Ramo d'Azienda TLC ha dato origine a una società, Cloud Italia Eutelia Communications, ora denominata Clouditalia Telecomunicazioni, attiva nel settore del cloud computing, oltre che nella fornitura di servizi di telecomunicazione tra i quali connessione voce e dati.
Contemporaneamente, i rami d'azienda Information Technology e Call Center di Agile S.r.l. sono stati acquistati per 1 milione di euro da TBS It Telematic Biomedical S.r.l. che ha riassunto 270 persone (140 a tempo indeterminato, 130 a tempo determinato) con però 854 lavoratori ancora in cassa integrazione.

## Servizi
L'offerta di servizi voce, dati e internet, comprende anche la fornitura di fonia VoIP, con il marchio "Skypho" che da maggio 2007 è diventato "EuteliaVoip", con sistema tariffario "ricaricabile" che non prevede oneri fissi e consente di ottenere numerazioni di rete fissa gratuitamente.
Proprio il servizio VoIP in Italia trova in Eutelia un nodo fondamentale poiché ad oggi si appoggiano sull'azienda anche numerosi provider minori di servizi VoIP per l'instradamento effettivo delle chiamate.
Nel 2009 vince il progetto banda larga nelle zone rurali Regione Toscana nelle Provincie di Massa, Lucca, Arezzo e Pistoia portando connettività nelle zone non coperte dal servizio ADSL con il servizio Eutelia Wireless in tecnologia wireless conforme ai protocolli 802.11a e 802.11h proponendo servizi ricaricabili e postpagati con velocità fino a 7 mega con bande garantite fino a 2 Mb/s.
Tramite questa tecnologia, Eutelia realizza una connessione Wireless per navigare su Internet mediante una trasmissione radio nella gamma di frequenza 5 GHz.
Nelle zone raggiunte dalla rete di accesso Wireless Eutelia attiva il servizio attraverso la predisposizione di un terminale radio che collega la sede del Cliente con l'antenna Eutelia più vicina, in un raggio di copertura medio di 10 km.

## Rete
La rete Eutelia in fibra ottica si estende per circa 14000 chilometri su tutto il territorio italiano al quale vanno aggiunti circa 2200 chilometri coperti da ponte radio a 2,5 Gbit/s di cui 1800 per garantire la copertura del Sud Italia. Su territorio italiano sono presenti 43 POP (point of presence) a cui se ne aggiungono 11 situati in diverse località europee: 3 a Londra, 1 a Francoforte, Stoccarda, Praga, Bratislava, Budapest, Vienna, Bucarest, Sofia, Kiev. Eutelia S.p.A è presente in 13 città italiane con una MAN (Metropolitan Area Network) per un totale di circa 1100 chilometri di cavi. La rete è composta per la maggior parte da fibre ottiche e per l'ultimo miglio fa largo uso di tecnologie radio.

## Principali partecipazioni
- Molisecom S.p.A. - Isernia (Italia) - 89%
- Acamtel S.p.A. - La Spezia (Italia) - 50%
- Amtel S.p.A. - Legnano (Italia) - 39%
- Netcom Liberia - Monrovia (Liberia) - 36,5%

## Azionariato
- Finital - Finanziaria Italiana S.p.A. - 22,196%
- F. Finanziaria S.r.l. - 5,273%

Situazione aggiornata al 7 aprile 2010 secondo comunicazioni Consob.

## Dati economici e finanziari 2009
- Ricavi:  78,11 milioni di euro
- EBIT:  27,8 milioni
- Utile:  36,8 milioni
- Indebitamento finanziario netto:  142,89 milioni
- Debiti commerciali: 234,24 milioni
- Partecipazioni: 21,94 milioni

## Dati societari
- Ragione sociale: Eutelia S.p.A. in A.S.
- Sede legale: Via Calamandrei, 173 - Arezzo
- Partita Iva, Codice Fiscale, Registro Imprese di Arezzo: 12787150155
- Capitale sociale: 34.017.380